# Cristina Sánchez-Andrade
Cristina Sánchez-Andrade (* 5. April 1968 in Santiago de Compostela, La Coruña) ist eine spanische Schriftstellerin. Im Jahr 2004 wurde sie mit dem Literaturpreis Sor Juana Inés de la Cruz der Feria Internacional del Libro de Guadalajara (Mexiko) ausgezeichnet, 2020 erhielt sie den Literaturpreis für das beste in Spanien veröffentlichte Kurzgeschichtenbuch, den Premio Setenil, für ihr Werk El niño que comía lana.

## Leben und Werk
Cristina Sánchez-Andrade ist die Tochter eines galicischen Vaters und einer englischen Mutter. Sie absolvierte einen Studienabschluss in Journalismus an der Universidad Complutense und in Jura an der Universidad Nacional de Educación a Distancia. Sie hat außerdem einen Master in Gemeinschaftsrecht der Autonomen Universität Madrid. Sie ist außerordentliche Professorin für Literatur an der Universidad Complutense (Fakultät für Informationswissenschaften). Sie war zudem Gastprofessorin an mehreren Universitäten in den USA und unterrichtet in Erzählworkshops.
Ihre Werke wurden in mehrere Sprachen übersetzt. Sie schrieb Kurzgeschichten, für die sie mehrere Literaturpreise erhielt, und veröffentlichte im Jahr 1999 den Roman Las lagartijas huelen a hierba über die Suche nach der Identität. Ihr zweiter Roman Bueyes y rosas dormían (2001), spielt in einer unbestimmten Zeit, an einem beklemmenden, fiktiven und archetypischen Ort. Mit Ya no pisa la tierra tu rey (2003) gewann sie 2004 den Literaturpreis Premio Sor Juana Inés de la Cruz, der von der Feria Internacional del Libro de Guadalajara (Mexiko) verliehen wird.
Ihr Roman Coco (2007) erzählt die Geschichte der französischen Designerin Coco Chanel. 2010 wurde ihr historischer Roman über das Leben der norwegischen Prinzessin Kristin Håkonsdatter unter dem Titel Los escarpines de Kristina de Noruega veröffentlicht und war 2011 Finalist des Literaturpreises Premio Espartaco de Novela Histórica. Nachdem sie sich von der Belletristik abgewandt hatte, veröffentlichte sie El libro de Julieta (2010), eine Sammlung von Anekdoten und ehrlichen Reflexionen über den Alltag mit ihrer Tochter, Julieta, die das Down-Syndrom hat.
Mit Las Inviernas (2014), auf Deutsch Die Wintermädchen (2017) erlangte sie Anerkennung in der internationalen Literaturszene. Das Buch wurde von der spanischen und ausländischen Presse hochgelobt und ins Englische (Vereinigte Staaten, England und Neuseeland), Deutsche, Italienische, Portugiesische (Brasilien und Portugal) und Polnische übersetzt. Das Buch war Finalist für den Herralde-Romanpreis 2014 und wurde mit zwei PEN-Preisen ausgezeichnet, einem für die Übersetzung und einem für die Promotion des Werkes. In dem Roman kehren zwei Schwestern nach jahrelanger Abwesenheit aufgrund des Bürgerkriegs in ihre Heimatstadt zurück. Beide haben ein Geheimnis, das mit ihrem Großvater zusammenhängt, und ihre Anwesenheit erschüttert das Gewissen und bringt das Leben der Dorfbewohner durcheinander.
47 trocitos, ihr erster Kinderroman, ist eine Geschichte über Vielfalt und die Wichtigkeit, andere so zu akzeptieren, wie sie sind.
Die Handlung von Alguien bajo los párpados (2017), auf Deutsch Die Geheimnisse älterer Damen (2021), vereint zwei Geschichten, die am selben Schauplatz und in zeitlicher Distanz zueinander spielen. Eine davon, die jüngste, handelt von den Wechselfällen der Autofahrt zweier alter Frauen, einer wohlhabenden Dame und ihres Dienstmädchens, die andere stammt aus der Zeit der Republik, des Spanischen Bürgerkriegs und des Beginns der Franco-Diktatur.
Zudem übersetzte sie mehrere Werke aus dem Englischen ins Spanische.

## Preise
- 2004: Literaturpreis Sor Juana Inés de la Cruz (Feria Internacional del Libro de Guadalajara, Mexiko) für den Roman Ya no pisa la tierra tu rey (Anagrama)
- 2016: PEN-Preis für die Übersetzung und PEN-Preis für die Promotion des Romans Las Inviernas (Anagrama)
- 2017: Nationalpreis Cultura viva
- 2019: Journalismuspreis Julio Camba für ihren Artikel „En manos de Dios“ (La Voz de Galicia)
- 2020: Literaturpreis Premio Setenil für das beste in Spanien veröffentlichte Kurzgeschichtenbuch für El niño que comía lana (Anagrama)

## Publikationen

### Romane
- Las lagartijas huelen a hierba. Lengua de Trapo, 1999.
- Bueyes y rosas dormían. Siruela, 2001.
- Ya no pisa la tierra tu rey . Anagrama, 2003.
- Alas .Trama Editorial, 2005.
- Coco. RBA, 2007.
- Los escarpines de Kristina de Noruega. Roca Editorial, 2010.
- El libro de Julieta. Grijalbo, 2010.
- Las Inviernas. Anagrama, 2014 (Deutsch: Die Wintermädchen. Übersetzung aus dem Spanischen von Anja Rüdiger, Thiele Verlag, Wien 2016)
- 47 trocitos. Edebé, 2015.
- Alguien bajo los párpados. Anagrama, 2017 (Deutsch: Die Geheimnisse älterer Damen. Übersetzung aus dem Spanischen von Anja Rüdiger. Thiele Verlag, Wien 2021)
- La nostalgia de la Mujer Anfibio. Anagrama, 2022.

### Kurzgeschichten
- Candela. Cuentos de Humo, Siruela, 2001.
- 69, Amor .Todo un placer, Berenice, 2005.
- Somos dos barcos. Portadas Manuel Gil, Aldeasa, 2005.
- Los locos de Valencia. Comedias de Lope, 451 Ediciones, 2007.
- Matilde. Revista Eñe, 2015.
- El niño que comía lana. Panorama Narrativas, Anagrama, 2019.

### Poesie
- Llenos los niños de árboles. La Bella Varsovia, 2019.

### Essay
- Escribir un árbol, plantar un hijo y tener un libro. Triacastela, 2020
- Fámulas. Cuadernos, Anagrama, 2022.

### Übersetzungen aus dem Englischen ins Spanische
- Curdie y la Princesa (= The Princess and Curdie von George MacDonald). Siruela, 2005
- Cumbres Borrascosas (= Wuthering Heights von Emily Brontë). Siruela, 2006
- Puck de la colina de Pook (= Puck of Pook's Hill von Rudyard Kipling). Siruela, 2011
- Los chicos del ferrocarril (= The Railway Children von Edith Nesbit). Siruela, 2015.
- Por qué este mundo. Una biografía de Clarice Lispector (= Why This World: A Biography of Clarice Lispector von Benjamin Moser). Siruela, 2017.